# مایک بوچی
مایک بوچی (انگلیسی: Mike Bucci؛ زادهٔ ۵ ژوئن ۱۹۷۲) کشتی‌گیر کشتی حرفه‌ای اهل ایالات متحده آمریکا است.